# Сімсбері-Сентер (Коннектикут)
Сімсбері-Сентер (англ. Simsbury Center) — переписна місцевість (CDP) в США, в окрузі Гартфорд штату Коннектикут. Населення — 6268 осіб (2020).

## Географія
Сімсбері-Сентер розташоване за координатами 41°52′49″ пн. ш. 72°48′24″ зх. д. / 41.88028° пн. ш. 72.80667° зх. д. (41.880349, -72.806602).  За даними Бюро перепису населення США в 2010 році переписна місцевість мала площу 11,82 км², з яких 11,81 км² — суходіл та 0,01 км² — водойми.

## Демографія
Згідно з переписом 2010 року, у переписній місцевості мешкало 5836 осіб у 2283 домогосподарствах у складі 1613 родин. Густота населення становила 494 особи/км².  Було 2383 помешкання (202/км²).
Расовий склад населення:
| - 92,1 % — білих - 4,2 % — азіатів - 1,5 % — чорних або афроамериканців - 0,1 % — вихідців з тихоокеанських островів - 0,1 % — корінних американців |

До двох чи більше рас належало 1,4 %. Частка іспаномовних становила 3,3 % від усіх жителів.
За віковим діапазоном населення розподілялося таким чином: 25,2 % — особи молодші 18 років, 57,3 % — особи у віці 18—64 років, 17,5 % — особи у віці 65 років та старші. Медіана віку мешканця становила 44,1 року. На 100 осіб жіночої статі у переписній місцевості припадало 92,0 чоловіків;  на 100 жінок у віці від 18 років та старших — 87,4 чоловіків також старших 18 років.
Середній дохід на одне домашнє господарство  становив 128 089 доларів США (медіана — 115 392), а середній дохід на одну сім'ю — 147 930 доларів (медіана — 135 357). За межею бідності перебувало 3,3 % осіб, у тому числі 1,5 % дітей у віці до 18 років та 0,0 % осіб у віці 65 років та старших.
Цивільне працевлаштоване населення становило 3156 осіб. Основні галузі зайнятості: освіта, охорона здоров'я та соціальна допомога — 27,2 %, фінанси, страхування та нерухомість — 18,9 %, науковці, спеціалісти, менеджери — 13,0 %.